# Ghardaïa (tỉnh)

Bản đồ 9 huyện của tỉnh Ghardaïa

Ghardaïa (tiếng Ả Rập:  ولاية غرداية , tiếng Mozabite: ) là một tỉnh ở phía đông Algérie, được đặt tên theo tỉnh lỵ Ghardaïa. Thung lũng M'Zab, một di sản thế giới được UNESCO công nhận, nằm ở tỉnh này.

## Các đơn vị hành chính
Tỉnh này bao gồm 9 huyện và 13 đô thị. 
| Huyện              | Số |
| ------------------ | -- |
| Métlili            | 1  |
| El Ménia           | 2  |
| Bounoura           | 3  |
| Mansourah          | 4  |
| Ghardaïa           | 5  |
| Dhayat Ben Dhahoua | 6  |
| Zelfana            | 7  |
| Bérianne           | 8  |
| El Guerara         | 9  |